# Виксбърг
Виксбърг (на английски: Vicksburg) е град в Мисисипи, Съединени американски щати, административен център на окръг Уорън. Разположен е при вливането на река Язу в Мисисипи.

## Население
Населението на града през 2000 година е 26 407 души, от тях 60,43% черни, 37,80% бели, 0,61% жълти и други.

## Известни личности
Родени във Виксбърг
- Ханк Джоунс (1918-2010), музикант
- Уили Диксън (1915-1992), музикант
- Джордж Смит (1922-1996), писател